# 活字
活字（かつじ、アメリカ英語: movable type、イギリス英語: moveable type、英: printing type）とは、狭義として活版印刷に用いる凸型の字型。
広義には写真植字の文字盤やデジタルフォントなど、文字を同一の字形で繰り返し（印刷物やディスプレイ上で）表現するもの全般。

活版印刷の技術や手順全般については活版印刷を、印刷された本については刊本を、印刷された文章についてはテクストを、それぞれ参照のこと。

## 概説
活版印刷を行うための凸型の字型のことであり、金属などの直方体（四角柱）のひとつの面に文字の形（字形）を左右反対に浮き彫りにしたもの。浮き彫りされた文字にインクがのせられ、紙に圧力をかけて押しつけられることで、文字が紙に印刷される。
種類
古くは木製であったが、後に金属製が主流になった。木製の活字の場合は彫刻刀で彫って作られる。金属製の場合は、彫る方法と鋳造する方法の2通りがあるが、鋳造では一度母型を作ると大量に複製が作れ利便性が高いため、ほとんどが鋳造である。近・現代の金属製のものは、一般に、鉛を主成分にスズ、アンチモンを加えた3元合金で鋳造してつくる。一般には鉛73～87％、スズ1～7％、アンチモン12～20％の三元合金が選ばれているが、この割合が選ばれるのは、低融点で、溶融した際の流動性・鋳造後の型離れがよく、活字の鋳造がしやすいからである。→#種類
歴史
活字は古いものでは宋の慶暦年間（1041年～48年）に畢昇（ひっしょう）が膠泥を利用してつくったものに遡ることができると言われており、現存する最古の活字による印刷物として北宋崇寧年間（1102年-1106年）の「観無量寿経」がある。ヨーロッパではドイツのヨハネス・グーテンベルクによって鉛合金を用いた金属活字が1445年頃にマインツで実用化され、これが近・現代の活字の基礎となっている。→#歴史
活字の大きさ
活字の「文字の大きさ」は、欧米では「point　ポイント」という単位で示す。省略形は「pt」で表記する。たとえば「16pt（16ポイント）」「20pt（20ポイント）」などと言う。0.3514mmを１ポイントとする。一般の書籍の印刷物では、最小は4ポイント、最大は36ポイントが用いられる。
日本では古くから「号数」で大きさを表す方式があったが、日本でも欧米同様に「ポイント」で示す方式にほぼ統一されてきている。
横幅
欧米の活字の文字面の横幅は、文字の種類、一文字ごとに異なる。例えば「a」と「i」では文字の横幅が異なり、活字の横幅も文字ごとに異なる。それに対して、日本語の活字の場合は、基本的に、全て正方形の文字面を持っていて、同一ポイント数ならば横幅も同じである。
高さ
金属活字の「高さ」、つまり柱状体（直方体）の「長さ」は、基本的に規格によって統一されている。それによって、さまざまな文字の活字を組み合わせた時に、印刷面がすっきりと揃うようになっている。もしも活字の「高さ」が不ぞろいであると、組版した版面に凹凸が生じ、紙に押しつけられる圧にばらつきが生じ、印刷にムラが生じてしまう。ただし、日本ではJIS（日本工業規格）では23.45ミリメートルと定めていたのにもかかわらず、実際には各社で異なっていて、高さが23.32mmのものもあれば、23.45mmのものもあった。→#活字の大きさ
複数文字がひとつになった活字

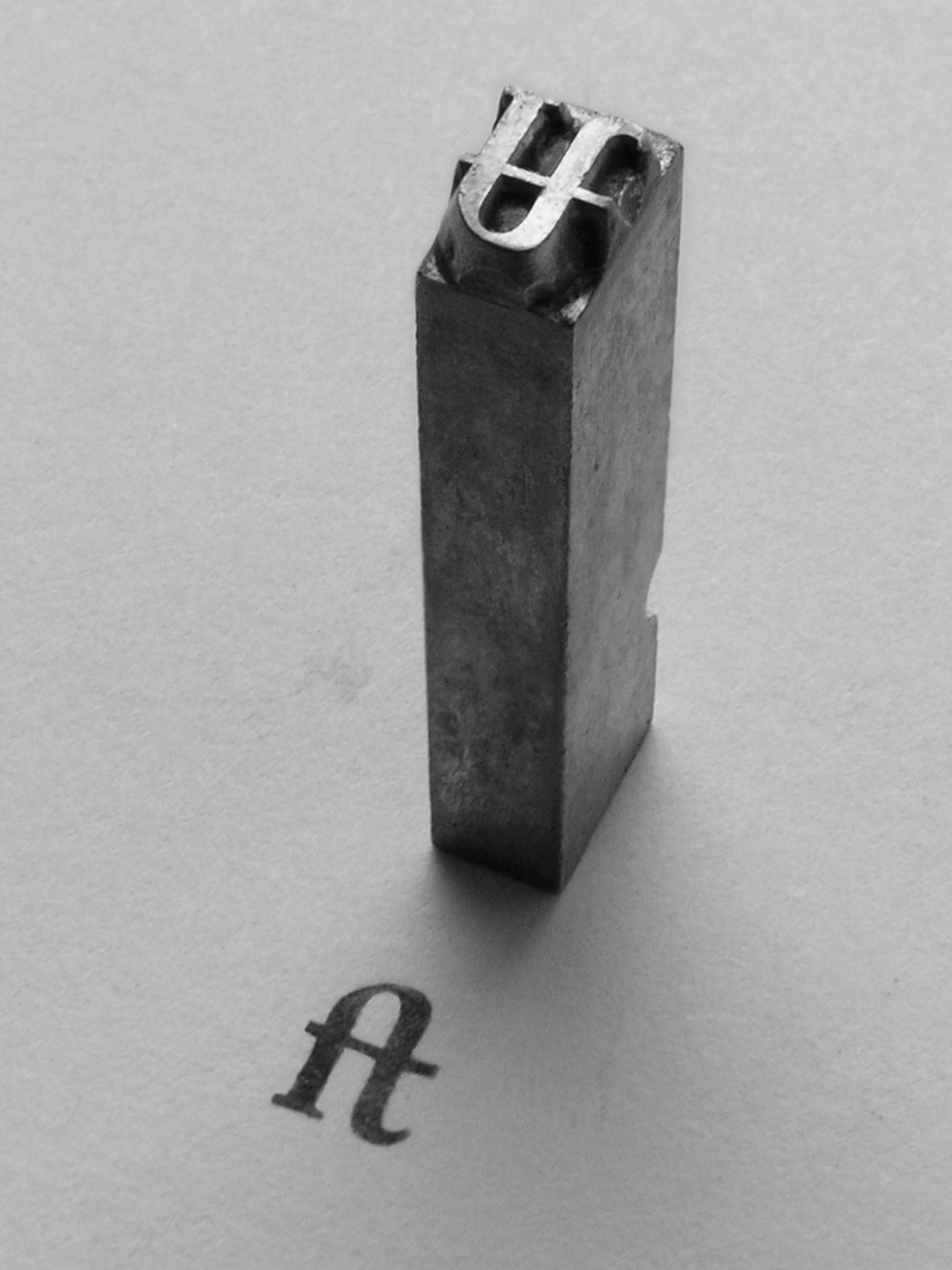
2文字がまとめて浮き彫りになった活字もある。写真はアルファベット「 f 」と「 t 」の2文字が組み合わさり独特の形になって浮き彫りになった合字の活字。

基本的にはひとつの活字には一文字が浮き彫りにされているが、アルファベット（欧文）などでは2文字が組み合わさって独特の形に変形する場合もあるので2文字がまとめて浮き彫りになっている活字もある。
使用法

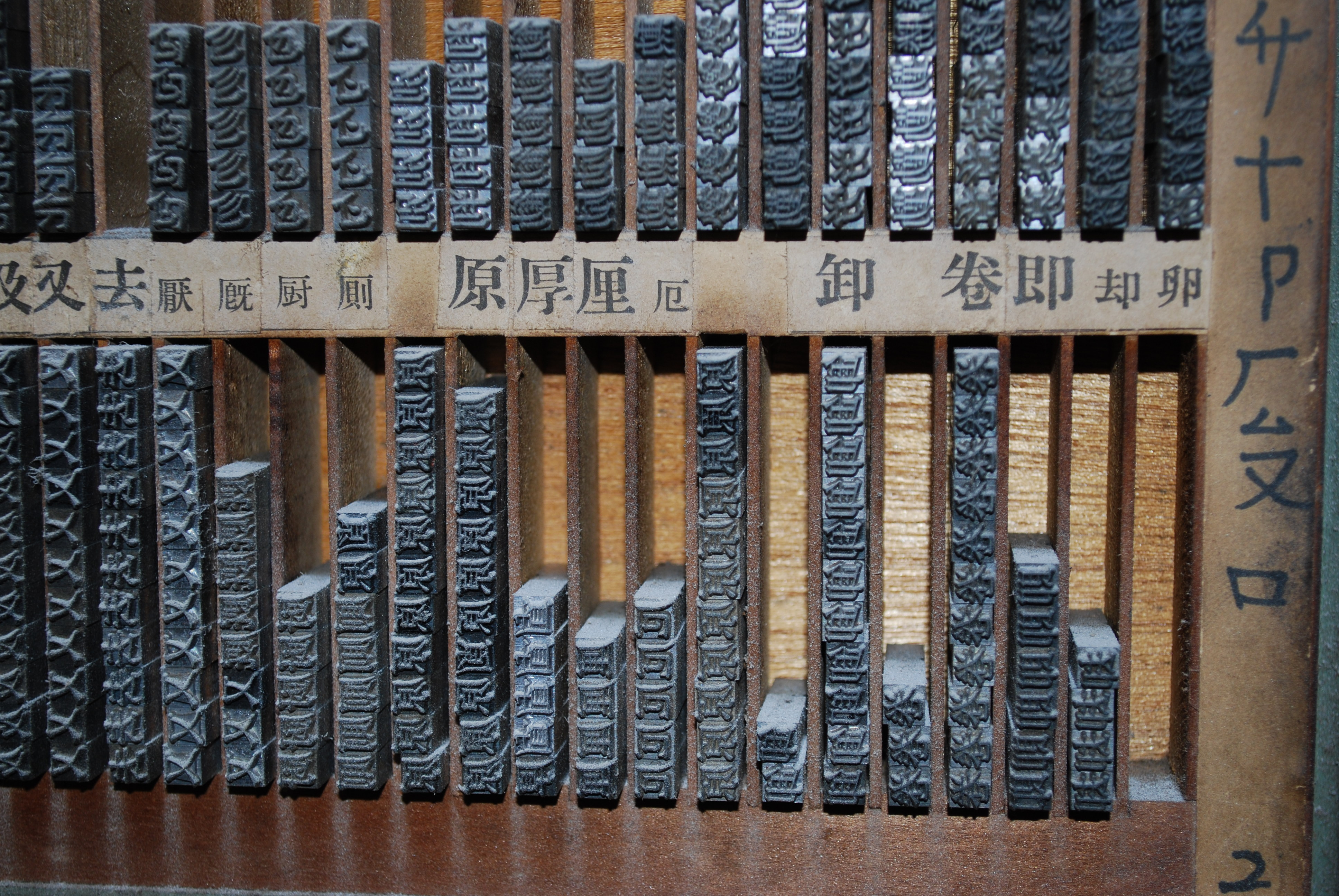
棚の中に、多種類の活字が整然と並べられている様子。組版職人が原稿を見つつ、この棚から活字を拾ってゆく。

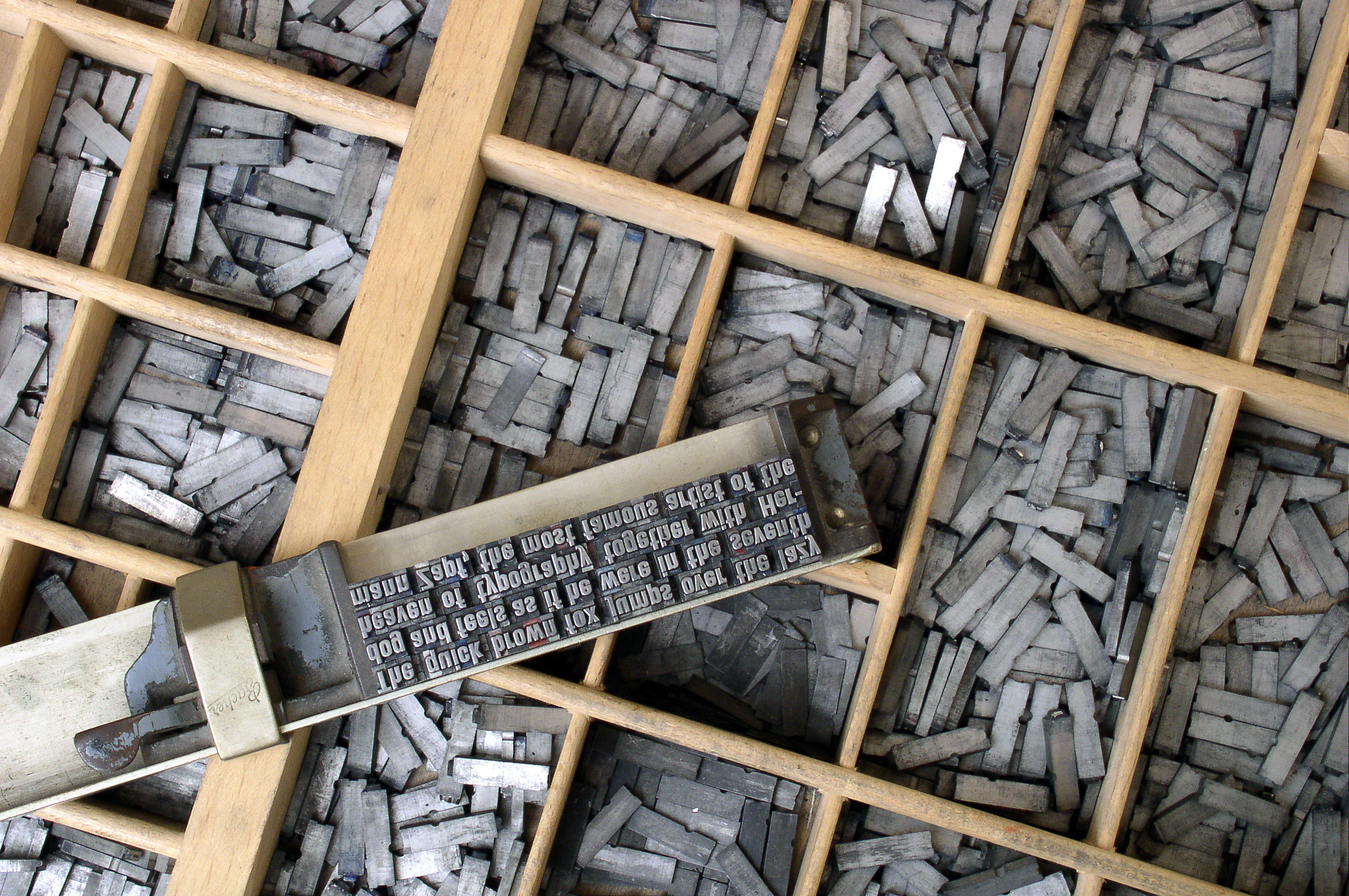
組版職人が、原稿の文章を一文字一文字確認して、棚（や箱の中）から金属活字を一文字一文字ひろいあつめ、一旦　手元の容器に並べる。

活字を実際に活版印刷で使用する場合は、通常、印刷所の中に組版（くみはん）作業を行う場所があり、そこに活字が多種類、整然と並べられた棚があり、組版職人は、まず原稿に書かれている文章（＝テキスト）を見て、手作業で、活字を一文字一文字 活字の棚から見つけて 拾うようにして手元の容器に集め、それを木製の枠などの中に並べてゆき、並べ終ったら楔（くさび）状の器具を挟んで活字群をしっかりと固定するという作業を行う。活字が多数 組まれたものを「活版」という。活字が多数集まった状態のものにインクをのせて、紙などに圧をかけて押しつけることで 文章が紙に印刷される（つまり、活版印刷が行われる）。
使用が減った経緯
活字は戦前から1980年代まで非常にさかんに用いられ、書籍の本文（文章）の印刷と言えばほとんど全てが活字を用いた印刷だった。印刷物の発行が必要な場合は、一般の企業でも社内書類印刷のためそういった印刷所へ出向いて発注しており、活版印刷は裕福な業界だった。
しかしその後、写植や写真植字機（主にオフセット印刷を組み合わせる方法）が登場したことで、小規模な印刷所でのみ活版印刷は使用され続けた。
さらに、1980年代後半～1990年代から2000年代までの10年間に、DTPソフトウェアとレーザープリンターが開発され比較的安価に販売され、それらを組み合わせてオフセット印刷などで使用する方法が普及一般化すると、オフィスでも簡単な製版印刷が即時可能になり、印刷業界全体でも当然DTP化された。社会全体のその流れに対応できなかった活版印刷業は、ほとんどが廃業を余儀なくされ、活字はほぼ使われなくなった。
現在では特殊な用途でのみ、細々と使われているにすぎない。

## 種類
種類と製造法について解説する。

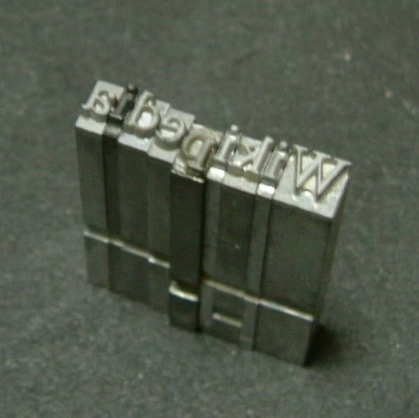
金属活字で"Wikipedia"と並べた例

活字は製造手法で分類すると、大きく彫刻活字と鋳造活字に二分される。
材質で分類すると、金属活字、木活字（木製活字）、（および初期にわずかに用いられた　陶製活字）に分類される。
彫刻活字が先に開発され、鋳造活字は後からできた。彫刻活字ではできなかった「全く同じ形の文字を大量に製造する」ことが鋳造活字によって可能となり、活版印刷をより実用的なものとした。

### 彫刻活字
彫刻活字は、あらかじめ用意してある駒に印字したいものを彫ることによって活字を作るものである。彫れればなんでもよいのであるから、さまざまな材質の活字があった。最も古い活字であるといわれる膠泥活字は陶器製だったとされる（カーター・グッドウィッチ）。そのほか金属のものも中にはあったが、ほとんど木に彫ったものである。木活字は、容易に制作できたことから、金属活字主体の印刷現場においても、特殊な用途（見出し用巨大活字・作字など）で用いられることがあった。

### 鋳造活字
鋳造活字は高麗で始まったとされている。高麗の銅活字は、銭の鋳造技術を転用したと考えられており、父型を作り砂型を取って、そこに銅を流し込んで作ったと見られる（百瀬）。グーテンベルクが開発したものは、作った父型をまた金属に打ち込んで母型とし、それを枠にはめて鉛・アンチモン・錫の合金を流し込んで作る、パンチ法と呼ばれる手法であった。グーテンベルクの独創はこの合金の発明にあったといわれる。

#### パンチ法
母型となる材料に直接打ち付けるので、父型には相応の強度が求められる。漢字など、画数が多く線の細くなる文字にはあまり適していない。

#### 電胎母型法

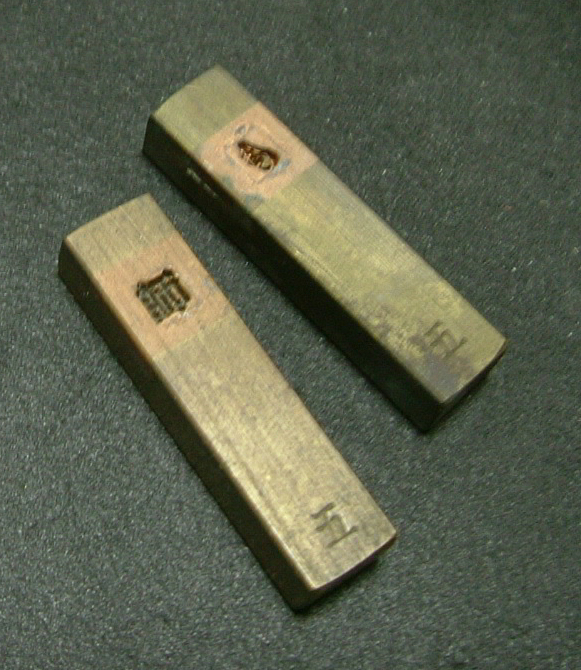
和文五号活字の電胎母型

電気が通るようにカーボンブラックを加えた蝋で父型を型取りし、さらに銅の電鋳によって2回型取りを行い、母型を得る。造形の細かい父型でも精密に型を取れるようになり、また父型の素材に、比較的軟らかく彫りやすい材質を選べるようにもなった。右の画像で文字周辺とそれ以外で色が違うのは、銅の母型を「マテ材」と呼ぶ真鍮材にはめ込んでいるため。

#### ベントン法
活字よりも大きく描いた原図を機械で小さく精密に写し取ってマテ材に直接彫刻し、母型とするもの。一つの原図から様々なサイズの母型を作れるようになり、活字のサイズに合わせた多数の父型を制作する必要がなくなった。

#### 自動活字鋳造機
- 鉛、錫、アンチモンを成分とする活字合金を溶融して活字を鋳造する機械である。1885年、アメリカのヘンリー・バースが世界初の特許を取得した。なお、日本国内では、1950年代から、国内の新聞社において漢字テレタイプ（通称「漢テレ」）と呼ばれるシステムが利用されていた。

## 歴史

### 中国・朝鮮

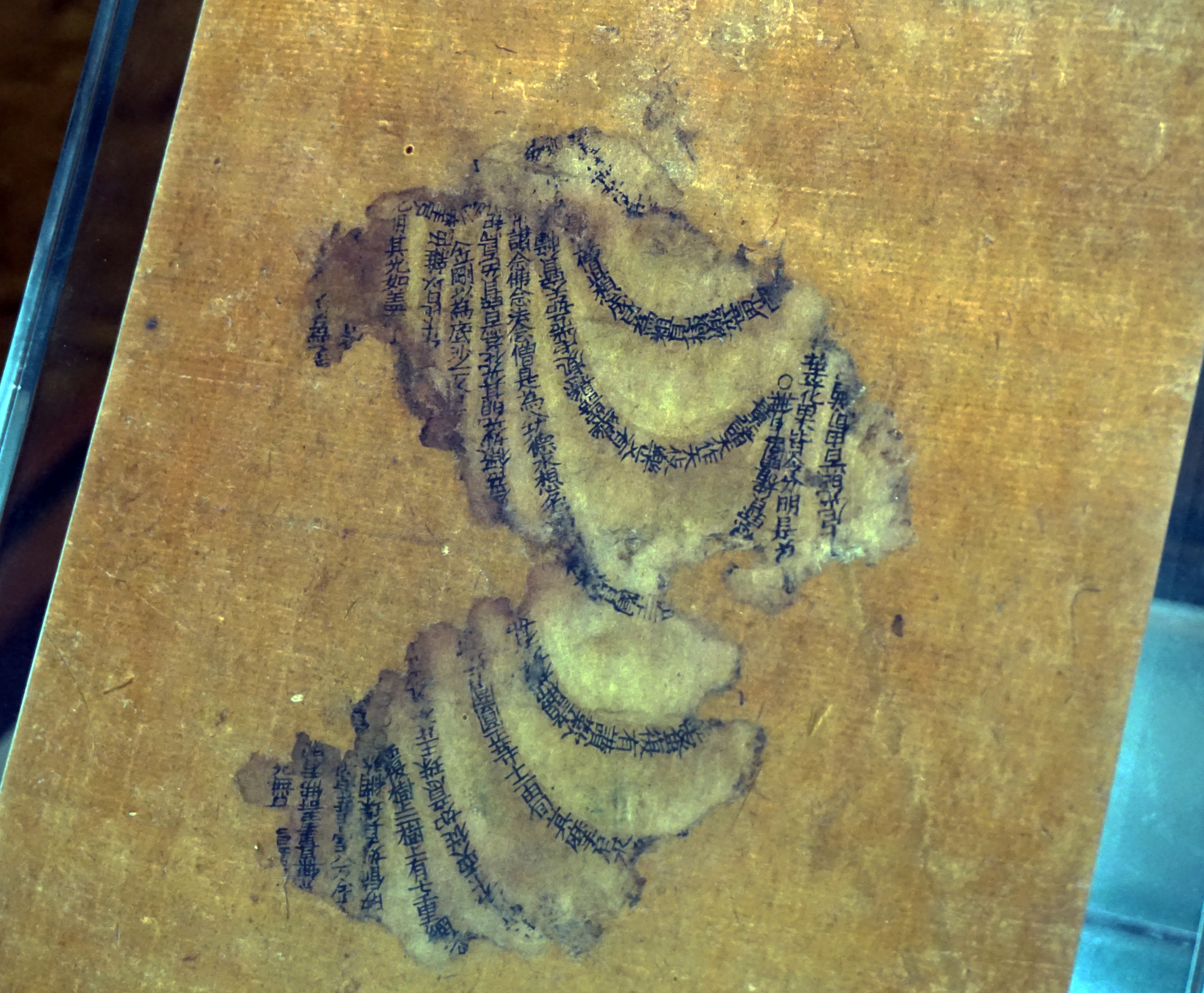
現存最古の活字印刷物：『仏説観無量寿仏経』（1103年）残頁

活字は中国で発明された。漢字の数の膨大さは活版印刷をおこなう上で常に障壁となり、後々までも小規模な設備で印刷をおこなうことを困難たらしめた。このため、活字印刷の淵源は中国にあるが、漢字は最も印刷に向かない表記法でもあった。
『夢渓筆談』に記録が残っている畢昇の膠泥活字（こうでいかつじ）が知られている最古の活字である。同書によれば、粘土（膠泥）の一字一字の駒に文字を彫り、焼いて活字を得た。必要に応じて数十個まで作られた活字は、韻によって木箱に分納された。陶を使ったのは、木では彼の考案した印刷法に向かないためという。温州市の白象塔から発見された北宋崇寧年間（1102-1106年）印刷（膠泥活字）の『観無量寿経』が、知られている現存最古の印刷物である。その他、12世紀半ばから13世紀初頭に西夏で印刷されたと見られる、内モンゴル自治区のエジン旗から発見された西夏文字による仏典や武威市で出土した維摩詰所説経が現存している。
1300年代には王禎が木活字を作った。王禎は、韻書にそって字を選び、能書家に字を書かせ、それを板木に裏返しにのり付けし、工人に彫らせたと記録している。木活字版はおもに仏典や学術書などの開版に使われた。木活字は欧州へも伝播した。
13世紀には朝鮮半島や日本へも金属活字や木版が伝わったとみられる。高麗では1234年に青銅製の活字が作られ（銅活字と呼ばれる）実用化したといわれている。高麗末の14世紀後半に印刷された直指心体要節が現存する世界最古の金属活字本であるといわれている。高麗においては発達せず、李氏朝鮮に至って本格化した。永楽元年（1403年）に李成桂の命により活字鋳造がはじめられた。この時の字は癸未活字という。その後数回の改刻を経たらしいが、現存していない。
文禄・慶長の役戦中の1593年、柳成龍の提言により戦術訓練・首都防衛の目的で訓錬都監が設立された。ここで将兵向け兵書の出版が企図されたが、銅製活字が日本軍の戦利品として持ち去られたこと、迅速な出版が求められたことから、木製活字が製作され、兵書以外にも資金調達のため一般書籍の出版に流用された。これらを訓錬都監活字本という。1610年に出版された武芸諸譜翻訳続集は両班階級ではない兵卒への武術教本のため、ハングル活字が使用され漢字ハングル交じり文で出版された。これは17世紀李氏朝鮮におけるハングル文字の受容と、ハングル文法の実例としても貴重な資料となっている。

### ヨーロッパ
近代活版印刷技術はヨハネス・グーテンベルクによって1445年頃、ドイツのマインツで一応の完成をみた。すなわち、
1. 鋳造しやすい鉛合金（活字合金）の活字材料
2. 正確で生産性の高い活字鋳造技術
3. 金属活字に適した印刷インキ
4. 葡萄絞り機を元にした平圧印刷機

の開発である。この技術はまたたく間にヨーロッパ中に広がった。
グーテンベルクは本というものの新しい概念を追求したのではなく写本の再現につとめたため、彼の作った活字は、ブラックレターとかゴシック体と分類される、写本に使われる黒みの強い書体であった。『グーテンベルク聖書』を誤って写本として分類した図書館も存在する。
やがて単なる手書きの再現ではなく、印刷の特性に合わせた書体が生み出されるようになり、イタリアでニコラス・ジャンソンによってローマン体が作られるなど、さまざまな活字書体が生み出された。

### 日本

#### キリシタン版・古活字版
日本にヨーロッパ式の活字および印刷術が伝来したのは1590年（天正18年）のことである。イエズス会がグーテンベルク系の印刷機を日本に持ち込み、教育や福音伝道に用いる書物を印刷した（これは「キリシタン版」と呼ばれている）。また、豊臣秀吉が1593年（文禄2年）に朝鮮へ出兵した際に朝鮮の金属活字を日本に持ち込み、後陽成天皇に献上したとされる。これらを使って、天皇は『古文孝経』の印刷・出版を行ったという（文禄勅版）。徳川家康は銅活字で『大蔵一覧』11巻、『群書治要』47巻などを刊行したといわれ、この印刷に使用した銅活字は残っていて、駿河版銅活字として重要文化財の指定を受けている。家康亡き後、活字そのものが作られなくなり、木版による印刷・出版が主流となっていく。いずれにせよ、これらの環境によって、木活字による印行を活発にし、古活字版と通称される書籍群を生み、出版文化の基礎を築いた。その代表例が、慶長勅版（慶長2-4年）、伏見版（慶長6-11年）などである。伏見版で使われた木活字の一部は、開版の地であった円光寺に今もって保存されている（重要文化財）。古活字版は市場に対応できず、整版に譲って、印行部数も少なく写本と同じ扱いであった。キリシタン版及び嵯峨版は、連綿させた複数の字で一つの活字のブロックを作ったもの（連綿活字）を多用しているが、それ以降は散見されるのみであった。

#### 江戸時代
江戸初期には盛行した木活字印刷であるが、その後、版本の主流は、活字ではなく版木による整版印刷本に移り変わる。これは、漢字を多用する日本語表記が、印刷に際して組み直しの時間と手間が掛かり増刷の度に校正を伴うなど、利便性とコストにおいて劣勢であったことに起因する。一方の整版印刷は、刻工の手で板木を彫るにはコストと手間がかかっても増刷が容易であり、版木を蔵する（蔵版する）ことによって、版権も容易に維持できるなどのメリットが大きかった。
ただし、そのような状況の中でも、幕末までの間、木活字による印刷出版は主流とはならなかったものの継続された。そのような木活字本を、江戸初期の木活字版と区別するために、近世木活字本と呼びならわしている。また、幕末には、この近世木活字版による出版は、個々の出版部数は百部以下と少数であったが、一部では非常に盛行した。その理由は、今日の私家版や自費出版に相当するような印刷物を出版するのに、木活字版が適していたことによる。
増刷を行なわない場合に限れば活字版は経済的であり、また整版に比べて多少歪な文字の並びになったり、凹凸によって文字ごとの濃淡ができたとしても、小部数の出版には木活字版は適していた。当然それらの版本は、一般の書肆が関与した町版とは異なり、写本と同様の流通をしていた。また、その特徴として、小部数の発行であったことから、幕府公儀の許可を得なくても出版することが可能であった。そのため、堂々と書肆の手を経て出版できない類いの思想性を帯びた図書などが、木活字版として出版された。一方、このような形態で出版されたため、公儀の許可を得るための奥付も附されていないのが、近世木活字本の特徴となっている。それ故、「無届内証」による板行という呼び方もされていた。

#### 近代

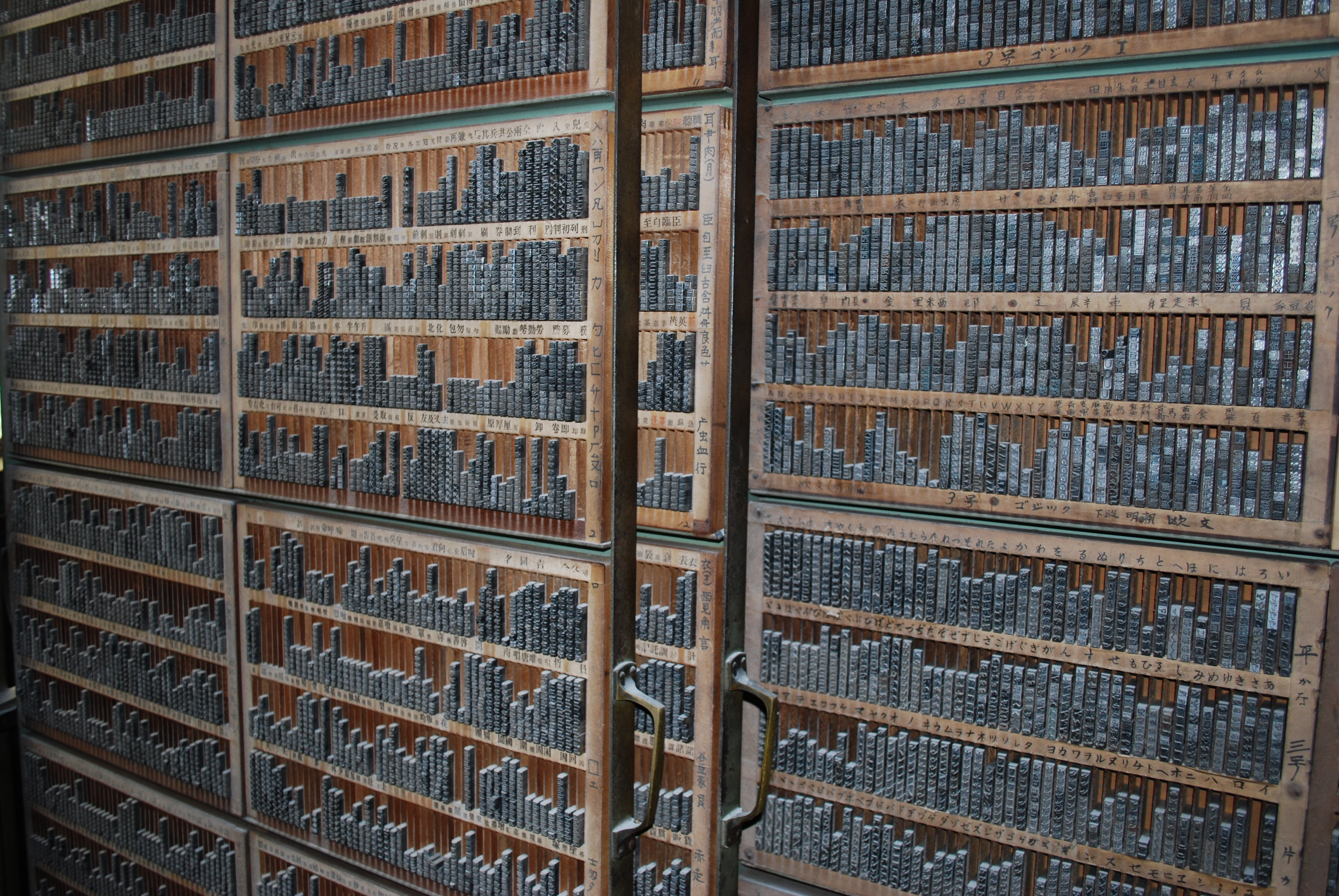
日本語文字の活字は膨大な数になる

幕末期、鎖国下の日本では、外国との交流の気運が高まり、さまざま形で西ヨーロッパの技術を移入しようという試みがなされた。活字もまた同様で、大鳥圭介、島霞谷、本木昌造らが試行し、一定の成果を得た。ヨーロッパにおける東洋学のなかで、日本語活字が製造されもしている。
ジェームス・カーティス・ヘボンは和英辞典の出版を考えたが、日本では印刷できずに中国上海に渡り美華書館で印刷した（『和英語林集成』1867年出版）。そのとき、岸田吟香の字をもとにして片仮名活字が作られた。
本木昌造は、しかし、欧文活字をわずかに鋳造するのに成功したのみで日本語活字はできていなかった。そこで、フルベッキの紹介にあずかり、当時上海にいたウィリアム・ギャンブル（日本ではガンブルと表記されることが多い）を招聘し、文字の細部まで高い再現性を持つ電胎母型法などを教授された。初期の本木らの活字はギャンブルが将来した美華書館の明朝体活字をそのまま複製したものに過ぎなかった。本木らのグループは、日本語を印行するために仮名文字を整備し、やがて築地活版製造所として会社組織を組みしていき、活字市場を覇することとなった。
その後、築地活版の活字を購入し、そこから自らの活字にしていく動きが出た。その主たるものが秀英舎（現在の大日本印刷）の活字であり、これは築地体と並んで金属活字の二大源流と呼ばれるようになっていく。

#### 現代
戦前戦後を通して活版印刷業は高給の部類であったが、写真植字（写植）と、DTP（デスクトップ・パブリッシング）化などの時代の流れは、活字の衰退に決定的なものとなった。
デジタル製版が可能になり一般化した1990年代の10年間は活版印刷が絶滅期と言えるほど激減した時期であり、多くの写植印刷会社や店舗が、DTPやIT化に対応した印刷業への変化に対応できず、撤退や廃業した。
現在の日本では、活版印刷は絶滅に近い存在であり、名刺・はがきなど、おもに活版の風合いを好む顧客からの注文により印刷する極一部の印刷業者はあるものの、本1冊分の印刷を行うような印刷会社はほとんどない。
金属活字が摩耗、破損、もしくは紛失した際に、それを鋳造で作る金属活字の母型も、母型を作る職人がほとんど途絶えたため新規に作ることが出来ず、普段は金庫に厳重に管理され、大変に貴重、かつ高価な存在となっている。

## 活字の大きさ
活字はそれぞれが特有の大きさを持っている。活字は並べるためにその並べる方向に大きさが斉一でなければならないが、複数の大きさの活字群（フォント）を扱うなかで、次第に規格として整備されていった。

### 号数活字

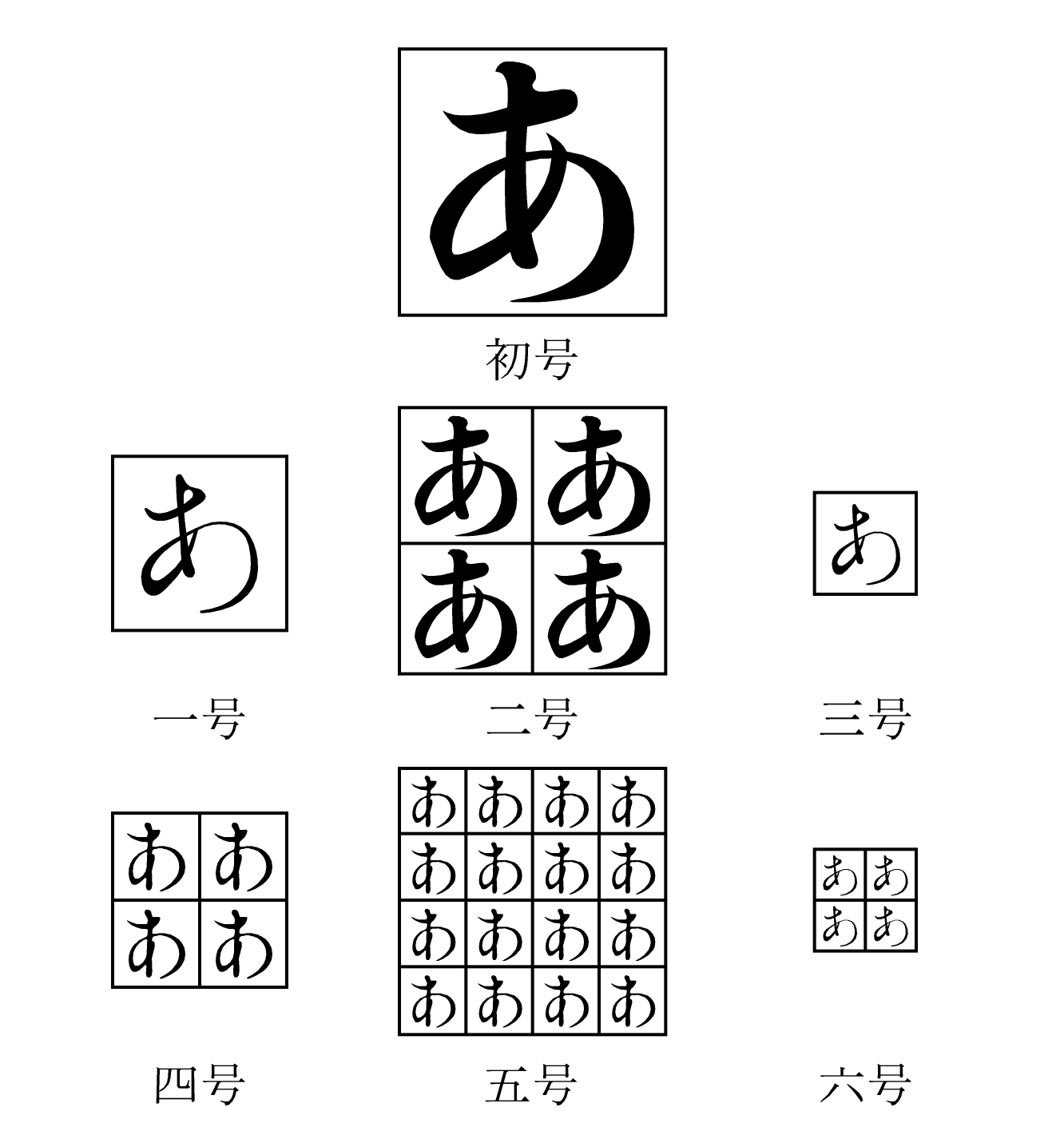
号数活字の体系

本木・平野系の活字システムに基づく日本独自の体系である。初号から八号までの9種類のサイズからなる。
初号（米式42ポイント相当）、一号（旧一号27.5ポイント相当・新一号26.25ポイント相当）、三号（旧三号16ポイント相当・新三号15.75ポイント相当）の3種の文字サイズを基準に、それぞれの寸法の1/2を繰り返す体系である。
号数とサイズの関係が直感的に分かりづらい難点があるものの、サイズの大きい初号活字などは元から書体が太くデザインされているため、主な用途である見出し文字に適しているといった特徴があり、印刷所では号数活字の間をポイント活字で補う形で併用した。
公文書や明治期の雑誌本文などで広く用いられた五号活字（10.5ポイント相当）の振りがな用として1/2の大きさの七号活字（5.25ポイント相当）が用いられ、七号に近似の大きさの5.5ポイント活字の英称"ruby"（ルビー）にちなんで振りがなを「ルビ」と呼ぶ慣例が生まれた。
明治期から1960年代までは旧号数が全国共通で使われていたが、1962年（昭和37年）、トタン罫活字の厚みに相当する「五号の1/8」を基準にした新規格（新号数）が日本工業規格として制定され、その後も旧号数を使い続けた印刷所が多かった関東地方を除き、大半の地方で切り替えられた。
| 号数活字（旧号数、1967年以前） | 号数活字（旧号数、1967年以前） | 号数活字（旧号数、1967年以前） | 号数活字（旧号数、1967年以前） |
| ------------------------------ | ------------------------------ | ------------------------------ | ------------------------------ |
| 初号 （42pt）                  | 二号 （21pt）                  | 五号 （10.5pt）                | 七号 （5.25pt）                |
| 一号 （27.5pt）                | 四号 （13.75pt）               |                                |                                |
| 三号 （16pt）                  | 六号 （8pt）                   | 八号 （4pt）                   |                                |

| 号数活字（新号数、1967年以降） | 号数活字（新号数、1967年以降） | 号数活字（新号数、1967年以降） | 号数活字（新号数、1967年以降） |
| ------------------------------ | ------------------------------ | ------------------------------ | ------------------------------ |
| 初号 （42pt）                  | 二号 （21pt）                  | 五号 （10.5pt）                | 七号 （5.25pt）                |
| 新一号 （26.25pt）             | 新四号 （13.125pt）            |                                |                                |
| 新三号 （15.75pt）             | 新六号 （7.875pt）             | 新八号 （3.9375pt）            |                                |

※ポイントは米式による相当値

#### 号数制の由来
「号数」の由来については明治末期から大正にかけて、本木が曲尺を単位に策定したものといわれていた。のち印刷研究家・労働運動家の三谷幸吉（1886－1941）が「鯨尺の一分を基準単位として本木がその策定した」と記して以来、活字に関する書籍ではその説に従って記述されてきた。
しかし書体設計者の小宮山博史らによる実際の印刷物の比較検討によって、当初の号数活字は美華書館の明朝活字の流用であったことが明らかになっており、号数制についても美華書館が大きい順に呼び習わしていたものを本木らが固定化した可能性が高いとみられている。
号数と美華書館での活字サイズとの対応は以下のとおり（『活版見本』）。
| 号数 | 美華書館呼称         |
| ---- | -------------------- |
| 初号 | Four line small Pica |
| 一号 | Two line English     |
| 二号 | Two line small Pica  |
| 三号 | Two line Brevier     |
| 四号 | English              |
| 五号 | Small Pica           |
| 六号 | Brevier              |

明治期の文壇において雑誌掲載時の活字の大きさは作家のポジションや原稿料と直結する問題であり、活字の大小を巡ってしばしばトラブルの種になった。

## 関連文献
- 小宮山博史「上海から明朝体活字がやってきた」『タイポグラフィの世界 書体編』大日本スクリーン製造、2004-05。
- 小宮山博史「明朝体、日本への伝播と改刻」『本と活字の歴史事典』柏書房、2000。
- 鈴木敏夫『基本・本づくり』印刷学会出版部、印刷史研究会編、1967。
- 東京築地活版製造所『活版見本』東京築地活版製造所、1903（片塩二朗『秀英体研究』大日本印刷、2004所収）。
- 三谷幸吉『本木昌造平野富二詳伝』本木昌造平野富二詳伝頒布刊行会、1933。
- 百瀬宏「駿河版銅活字 その成立と鋳造技術の解析」印刷紙研究会編『本と活字の歴史事典』柏書房、2000。